# South Cambridgeshire
South Cambridgeshire es un distrito no metropolitano del condado de Cambridgeshire (Inglaterra). Tiene una superficie de 901,63 km². Según el censo de 2001, South Cambridgeshire estaba habitado por 130 108 personas y su densidad de población era de 144,3 hab/km².Se constituyó el 1 de abril de 1974 mediante la fusión con el distrito de rural de Chesterton.

## Demografía
South Cambridgeshire cubre un área de 902 km², con una densidad poblacional de aproximadamente 184 personas por km².
| 148 800 | 162 000 | 165 633 | 168 000 |
| (Fuente: https://www.bing.com/search?q=South+Cambridgeshire+poblaci%C3%B3n+actual&toWww=1&redig=341CD90C5C9A489181F3B30F0E4C0C54) |         |         |         |